# Борсуківська волость
Борсуківська волость — адміністративно-територіальна одиниця Кременецького повіту Волинської губернії Російської імперії. Волосний центр — село Борсуки.

## Склад
Станом на 1885 рік складалася з 14 поселень об'єднаних у 11 сільських громад. Населення — 7293 осіб (3692 чоловічої статі та 3601 — жіночої), 902 дворових господарств.

### Основні поселення волості
- Борсуки — колишнє власницьке село за 30 верст від повітового міста; волосне правління; 906 осіб, 131 двір, православна церква, каплиця, школа, постоялий будинок, 2 водяних млини.
- Борщівка — колишнє власницьке село, 1075 осіб, 151 двір, православна церква, постоялий будинок, водяний млин.
- Великі Коськівці — колишнє власницьке село на річці Заболоць, 528 осіб, 82 двори, православна церква, постоялий будинок.
- Матвіївці — колишнє власницьке село, 542 особи, 79 дворів, православна церква, постоялий будинок, 3 водяних млини, винокурний завод.
- Передмірка — колишнє власницьке село, 661 особа, 81 двір, православна церква, постоялий будинок, 2 водяних млини.
- Піщатинці — колишнє власницьке село, 516 осіб, 77 дворів, православна церква, постоялий будинок, водяний млин.
- Синівці — колишнє власницьке село, 612 осіб, 70 дворів, православна церква, постоялий будинок.
- Снігурівка (Снігорівка) — колишнє власницьке село, 642 особи, 80 дворів, постоялий будинок, водяний млин.
- Татаринці — колишнє власницьке село при річці Горинька, 359 осіб, 54 двори, православна церква, каплиця, постоялий будинок, водяний млин.
- Якимівці — колишнє власницьке село на річці Горинька, 389 осіб, 50 дворів, православна церква, постоялий будинок, водяний млин.

## Історія
На межі ХІХ—-ХХ ст. до складу волості відійшло поселення Нападівка ліквідованої Лановецької волості, натомість до складу Вербовецької волості відійшли поселення Великі Коськівці та Синівці.
Волость існувала у ХІХ ст. — 1920 році у складі Кременецького повіту Волинської губернії.
18 березня 1921 року Західна Волинь відійшла до складу Польщі і Борсуківська волость існувала як ґміна Борсукі Кременецького повіту Волинського воєводства. В 1921 р. складалася з 25 населених пунктів, налічувала 16 523 жителі (15 637 православних, 752 римо-католики, 1 євангеліст, 2 греко-католики і 131 юдей).
1 жовтня 1933 року ґміну Борсукі ліквідовано, а села включені до ґмін:
- Ґміна Катербурґ — села Матвіївці, Піщатинці, Вікнини Великі, Вікнини Малі, Іванківці, Вітосово і хутір Снігурівщина;
- Ґміна Дедеркали — села Татаринці, Якимівці і Гриньківці;
- Ґміна Ланівці — села Борсуки, Борщівка, Передмірка, Кусківці Великі, Нападівка, Синівці і Кургани;
- Ґміна Вішньовєц — село Снігурівка[3]